# 500 miles d'Indianapolis 2001

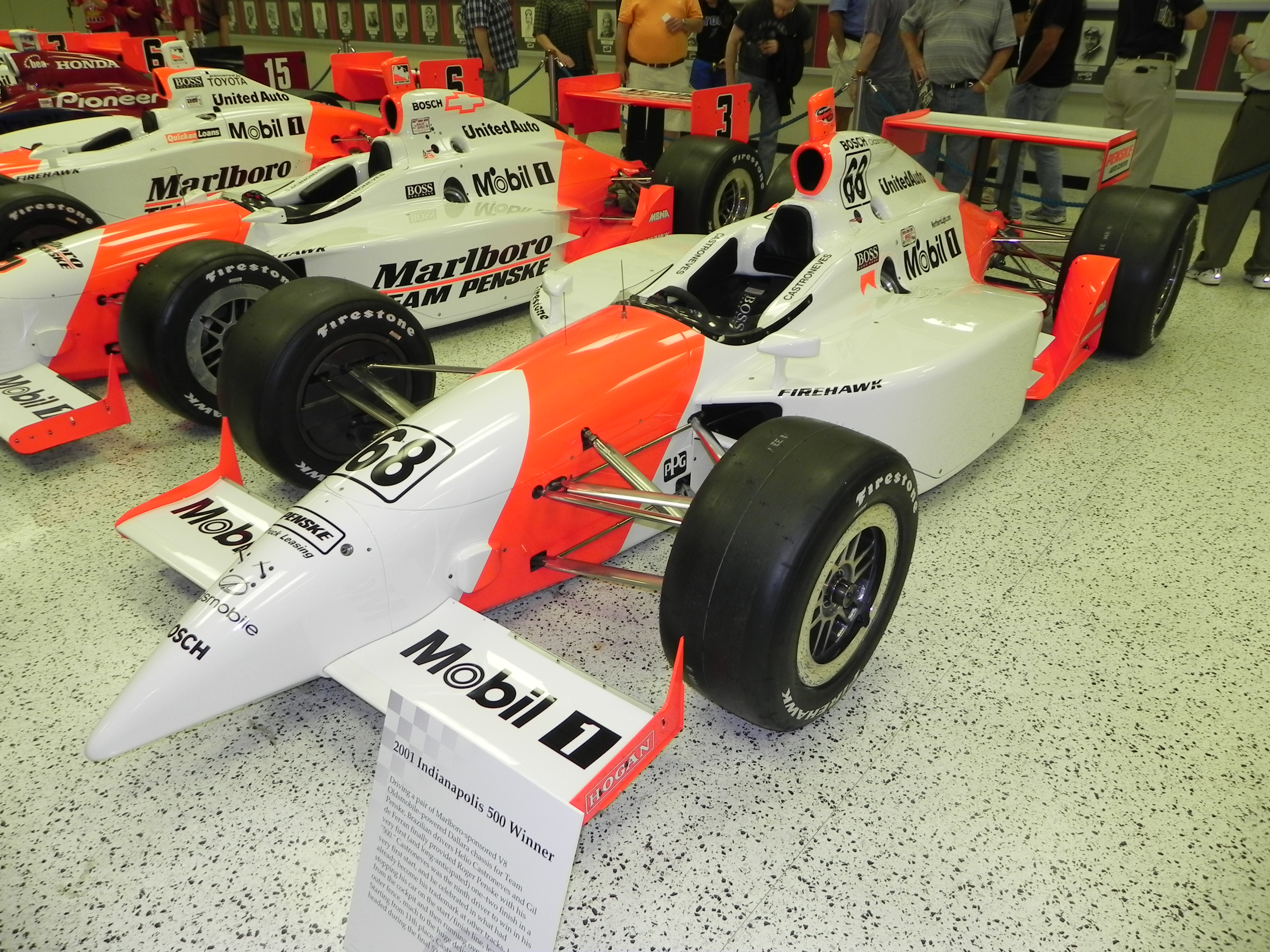
La Dallara-Aurora de Hélio Castroneves, victorieuse de l'édition 2001 des 500 miles d'Indianapolis.

Les 500 miles d'Indianapolis 2001, disputés le 27 mai 2001 sur l'Indianapolis Motor Speedway, ont été remportés par le pilote brésilien Hélio Castroneves sur une Dallara-Aurora de l'écurie Penske Racing.

## Grille de départ
| Ligne | Intérieur         | Milieu            | Extérieur        |
| 1     | Scott Sharp       | Greg Ray          | Robby Gordon     |
| 2     | Mark Dismore      | Gil de Ferran     | Arie Luyendyk    |
| 3     | Tony Stewart      | Jeff Ward         | Robbie Buhl      |
| 4     | Buddy Lazier      | Hélio Castroneves | Jimmy Vasser     |
| 5     | Sam Hornish Jr.   | Robby McGehee     | Sarah Fisher     |
| 6     | Scott Goodyear    | Jaques Lazier     | Jon Herb         |
| 7     | Al Unser Jr.      | Bruno Junqueira   | Michael Andretti |
| 8     | Nicolas Minassian | Jeret Schroeder   | Buzz Calkins     |
| 9     | Eddie Cheever     | Davey Hamilton    | Donnie Beechler  |
| 10    | Eliseo Salazar    | Stéphan Grégoire  | Airton Daré      |
| 11    | Cory Witherill    | Billy Boat        | Felipe Giaffone  |

La pole a été réalisée par Scott Sharp à la moyenne de 363,771 km/h. Il s'agit également du chrono le plus rapide des qualifications.

## Classement final
| no | Pilote                | Voiture          | Tours | Temps/Abandon     |
| 1  | Hélio Castroneves (R) | Dallara-Aurora   | 200   |                   |
| 2  | Gil de Ferran         | Dallara-Aurora   | 200   |                   |
| 3  | Michael Andretti      | Dallara-Aurora   | 200   |                   |
| 4  | Jimmy Vasser          | G-Force-Aurora   | 200   |                   |
| 5  | Bruno Junqueira (R)   | G-Force-Aurora   | 200   |                   |
| 6  | Tony Stewart          | G-Force-Aurora   | 200   |                   |
| 7  | Eliseo Salazar        | Dallara-Aurora   | 199   |                   |
| 8  | Airton Daré           | G-Force-Aurora   | 199   |                   |
| 9  | Billy Boat            | Dallara-Aurora   | 199   |                   |
| 10 | Felipe Giaffone (R)   | G-Force-Aurora   | 199   |                   |
| 11 | Robby McGehee         | Dallara-Aurora   | 199   |                   |
| 12 | Buzz Calkins          | Dallara-Aurora   | 198   |                   |
| 13 | Arie Luyendyk         | G-Force-Aurora   | 198   |                   |
| 14 | Sam Hornish Jr.       | Dallara-Aurora   | 196   |                   |
| 15 | Robbie Buhl           | G-Force-Infiniti | 196   |                   |
| 16 | Mark Dismore          | Dallara-Aurora   | 195   |                   |
| 17 | Greg Ray              | Dallara-Aurora   | 192   |                   |
| 18 | Buddy Lazier          | Dallara-Aurora   | 192   |                   |
| 19 | Cory Witherill (R)    | G-Force-Aurora   | 187   |                   |
| 20 | Jeret Schroeder       | Dallara-Aurora   | 187   |                   |
| 21 | Robby Gordon          | Dallara-Aurora   | 184   |                   |
| 22 | Jaques Lazier         | G-Force-Aurora   | 183   |                   |
| 23 | Davey Hamilton        | Dallara-Aurora   | 182   | moteur            |
| 24 | Jeff Ward             | G-Force-Aurora   | 168   |                   |
| 25 | Donnie Beechler       | Dallara-Aurora   | 160   |                   |
| 26 | Eddie Cheever         | Dallara-Infiniti | 108   | électricité       |
| 27 | Jon Herb (R)          | Dallara-Aurora   | 104   | accident          |
| 28 | Stéphan Grégoire      | G-Force-Aurora   | 86    | fuite d'huile     |
| 29 | Nicolas Minassian (R) | G-Force-Aurora   | 74    | boite de vitesses |
| 30 | Al Unser Jr.          | G-Force-Aurora   | 16    | accident          |
| 31 | Sarah Fisher          | Dallara-Aurora   | 7     | accident          |
| 32 | Scott Goodyear        | Dallara-Infiniti | 7     | accident          |
| 33 | Scott Sharp           | Dallara-Aurora   | 0     | accident          |

Un (R) indique que le pilote était éligible au trophée du "Rookie of the Year" (meilleur débutant de l'année), attribué à Hélio Castroneves.

## Sources
- (en) Résultats complets sur le site officiel de l'Indy 500